# Galeries Lafayette
Pour les articles homonymes, voir Lafayette.
Les Galeries Lafayette sont une enseigne de grands magasins appartenant au groupe Galeries Lafayette [réf. nécessaire] qui est membre de l'Association Internationale des Grands Magasins depuis 1960,.

## Présentation

### Magasin historique

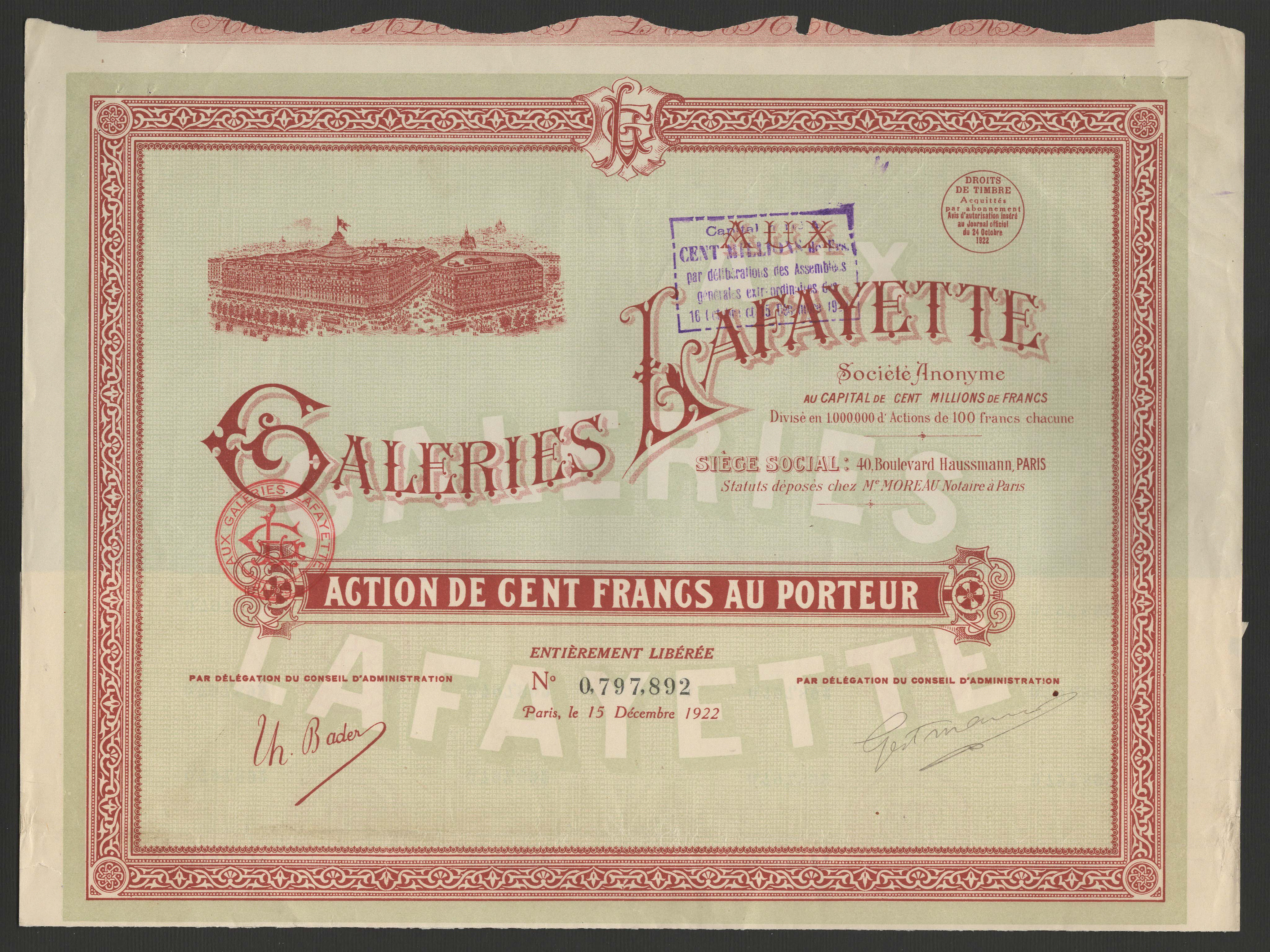
Action de la Galeries Lafayette S. A. en date du 15 décembre 1922.

Théophile Bader et son cousin Alphonse Kahn s'associent en 1893 pour reprendre un « magasin de nouveautés » et ouvrent leur premier magasin en 1894 au 1, rue La Fayette dans un local de 70 m2 qu'ils appellent « Les Galeries ». Tous deux sont des commerçants juifs alsaciens venant de l'univers de la confection, alors que leurs concurrents Boucicaut, créateur du Bon-Marché, ou Jaluzot, fondateur du Printemps, ont été précédemment vendeurs dans des magasins. Leur magasin (les Galeries Lafayette Haussmann) fait au départ 70 m2 et s'agrandit au fur et à mesure avec l'achat de l'immeuble entier trois ans après son ouverture. Le magasin est alors rebaptisé « Galeries Lafayette ». En 1905, les immeubles des 38, 40 et 42 boulevard Haussmann, ainsi que le 15 rue de la Chaussée-d’Antin, sont également acquis. Une immense coupole est construite en 1912.
Le principe de bazar de luxe imaginé par ses fondateurs Théophile Bader et Alphonse Kahn est un succès à Paris. Les deux cousins décident d’exporter le principe dans d’autres pays, notamment le Maroc, en 1895. Leurs gendres, propriétaires de la société de droit français « Paris-Maroc », disposent déjà d’un immeuble nouvellement construit plein centre-ville de Casablanca, place de France, à deux pas du défunt cinéma Vox. Ils y installent au rez-de-chaussée les « magasins modernes », avec l’annotation en bas : « succursales des Galeries Lafayette Paris ». L’histoire des Galeries de Casablanca sera, depuis, très liée à celle de l’immeuble. Œuvre des « pères du béton », les célèbres frères Perret, concepteurs entre autres du théâtre des Champs-Élysées, ce joyau architectural est alors « l’un des premiers bâtiments du Casa moderne ». Son chantier a été d’ailleurs ouvert en même temps que celui du grand théâtre des Champs-Élysées à Paris. De nombreux magasins ont ouvert, que ce soit ailleurs dans Paris, en France et même à l'étranger.
Après la débâcle de 1940, les Galeries Lafayette subissent un traitement d’« aryanisation » : Théophile Bader, Raoul Meyer, Max Heilbronn, les administrateurs du magasin ainsi que 129 employés juifs sont contraints de démissionner. Les familles Bader, Meyer et Heilbronn sont dépossédées de leurs biens. Protégés par les Allemands, le Suisse Aubert et l’industriel français Harlachol dirigent tout le groupe des Galeries Lafayette. Heilbronn et Meyer s’engagent alors dans la Résistance. Arrêté par la Gestapo, puis déporté au camp nazi de Buchenwald, Max Heilbronn revient en France en avril 1945. Après maintes activités clandestines, Raoul Meyer prend une part importante à la libération de Paris en 1944. En conséquence, un conseil d’administration particulier des Galeries Lafayette se réunit le 20 septembre 1944, Aubert et Harlachol sont renvoyés et Les Galeries Lafayette remises aux mains de Raoul Meyer, en espérant le retour de Max Heilbronn.
Entretemps, Théophile Bader s’était éteint à Paris en 1942, paralysé et spolié de ses biens.
Aujourd’hui, les Galeries Lafayette sont le dernier grand magasin français dirigé par les descendants directs de son fondateur.

### Principe
Le principe des Galeries Lafayette est de proposer sur un seul et même espace des centaines de grandes marques de vêtements (glissement des Galeries Lafayette vers la mode avec la révolution du prêt-à-porter dans les années 1950), de maroquinerie, de bijoux, de décoration et linge de lit, et bien d'autres. Toutes les marques, qui diffèrent selon le magasin, sont présentes sur la surface sous forme de petits stands qui offrent une sélection d'articles réalisée par les acheteurs des Galeries.

### Innovations et évolutions
En 1951, Édith Piaf donne un concert devant les Galeries du boulevard Haussmann où est inauguré le plus haut escalator d’Europe. En août 1974, la rénovation du rez-de-chaussée entraîne la dépose de l’escalier d'honneur conçu par Théophile Bader en 1912. En 1952, les Galeries Lafayette créent un bureau de style et recrutent Ghislaine de Polignac.
Les Galeries Lafayette ont également leurs créations personnelles avec les marques Galeries Lafayette, Cadet Rousselle (nouveau-nés et enfants jusqu'à 5 ans), Kid's Graffiti (fille-garçon, allant de 3 à 14 ans), Avant Première et Miss Avant Première (8–16 ans), Jodphur, Jodphur Weekend et Jodphur enfant (avec des articles pour nouveau-nés depuis juillet 2010 et enfants jusqu'à 14 ans), et Briefing.
Une nouvelle marque propre, Version Originale, destinée à concurrencer des enseignes de prêt-à-porter, a fait son apparition en août 2008.
Début 2014, Nicolas Houzé, petit-fils de la propriétaire des Galeries Lafayette, remanie le conseil exécutif de l'entreprise en renouvelant cinq des sept membres de ce conseil.
Depuis 2014, les Galeries Lafayette développent une offre de déstockage avec les magasins Galeries Lafayette Outlet, qui sont aujourd'hui au nombre de huit sur le territoire.
Depuis 2017, les Galeries Lafayette accélèrent leur internationalisation avec l’ouverture d’un nouveau magasin à Istanbul (Turquie), développé en franchise avec DEMSA. Des ouvertures de nouveaux magasins à Shanghai, au Luxembourg, à Koweït City et à Istanbul sont également annoncées.
En 2018, le réseau de magasins français Galeries Lafayette évolue avec l’annonce un projet d’affiliation de 22 magasins, principalement situés dans les cœurs de villes de province, à la Financière Immobilière Bordelaise (FIB). Cette opération vise à poursuivre la transformation du modèle de l’entreprise.
Le 52-60 avenue des Champs-Élysées, qui abritait un Monoprix et jusqu'en 2013 un Virgin Megastore, est racheté en 2012 par le Qatar à Groupama. Les travaux de restauration sont menés à partir de 2016 par le cabinet d'architecture de Bjark Ingels. L'objectif du groupe est de réinventer le commerce physique face à l'émergence du commerce en ligne. Le 28 mars 2019, le nouveau magasin est inauguré. Le grand magasin recense 650 marques disponibles à la vente dans un espace de 6 500 m2, qui a pour but d'accueillir plus de 10 000 visiteurs par jour,,.
En juillet 2019, le groupe annonce le rachat d'une partie majoritaire du capital de la marque de joaillerie Mauboussin.
En juillet 2025, Arthur Lemoine, jusqu'alors directeur de l'offre et des achats des Galeries Lafayette, succède à Nicolas Houzé au poste de directeur général, ce dernier conservant la présidence du directoire.

### Difficultés durant la période de pandémie de Covid-19
Comme pour de très nombreuses entreprises, la pandémie de Covid-19 génère des pertes importantes pour la société. Les fermetures cumulées lors des deux confinements en France, d'un total de 100 jours, et l'absence quasi totale de touristes dans l'Hexagone, provoquent une chute du chiffre d'affaires d'environ 1,7 milliard d'euros sur l'année. L'entreprise demande et obtient cependant en fin d'année un prêt garanti par l'État (PGE) de 300 millions d'euros afin d'aider l'organisation à passer ce cap difficile. Dans la foulée, un plan de 189 suppressions de postes, au sein du siège social et par le biais de la fermeture de la branche voyages de l'enseigne, est annoncé en janvier 2021.
En 2021, alors que 30 % de ses magasins sont fermés, le groupe estime pouvoir atteindre à nouveau son niveau de 2019, avant la crise, en 2024 seulement.
En août 2021, les Galeries Lafayette annoncent l'affiliation de sept nouveaux magasins, situés à Angers, Dijon, Grenoble, Le Mans, Limoges, Orléans et Reims, à la Société des Grands Magasins, ainsi que trois autres magasins, situés à Pau, Rosny-sous-Bois et Tours, à la Financière immobilière bordelaise et enfin un autre magasin, située à Avignon, aux affiliés gérées le magasin de Béziers.
En août 2022, le chiffre d'affaires du premier semestre de l'année pour le magasin amiral du boulevard Haussmann se révèle légèrement inférieur à celui de 2019. Cette progression a été rendue possible par un ciblage de la clientèle locale ainsi que par le retour d'une partie des touristes internationaux (Chine non comprise).
En février 2023, le groupe qui possède les magasins des Galeries Lafayette, Hermione Retail — filiale de la FIB — entre dans une procédure de sauvegarde ouverte par le tribunal de commerce de Bordeaux.
En janvier 2024, le tribunal de commerce de Bordeaux doit encore approfondir son examen et reporte sa décision concernant le plan de continuité proposé par l'homme d'affaires Michel Ohayon au sujet de la vingtaine de magasins qu'il détient. Le 20 mars 2024, le tribunal de commerce valide le plan de reprise proposé par Michel Ohayon. Ce plan repose essentiellement par le renoncement de la part du groupe Galeries Lafayette de 70 % de la créance de 38 millions. Par ailleurs il y aura une révision du taux de commissionnement perçu par le groupe Galeries Lafayette. Les repreneurs promettent également d'injecter 9 millions d'euros d'argent frais.

## Points de vente

### En France
En dehors des Galeries Lafayette Haussmann, la branche Grand Magasin du Groupe Galeries Lafayette (regroupement des Grands Magasins BHV et Galeries Lafayette) compte 56 magasins en France, dont 23 franchisés HPB et 7 franchisés Groupe SGM :
- Galeries Lafayette à Amiens (franchisé HPB)[30] ;
- Galeries Lafayette à Angers (franchisé Groupe SGM) ;
- Galeries Lafayette à Angoulême (franchisé HPB) ;
- Galeries Lafayette à Annecy ;
- Galeries Lafayette à Avignon (Centre commercial Cap Sud) ;
- Galeries Lafayette à Bayonne (franchisé HPB) ;
- Galeries Lafayette à Beauvais (franchisé HPB) ;
- Galeries Lafayette à Belfort (franchisé HPB) ;
- Galeries Lafayette à Besançon (franchisé HPB) ;
- Galeries Lafayette à Biarritz ;
- Galeries Lafayette à Bordeaux ;
- Galeries Lafayette à Béziers (franchisé Planet Indigo) ;
- Galeries Lafayette à Bron (banlieue de Lyon) ;
- Galeries Lafayette à Caen (franchisé HPB) ;
- Galeries Lafayette à Cannes (franchisé HPB) ;
- Galeries Lafayette à Chalon-sur-Saône (franchisé HPB) ;
- Galeries Lafayette à Chambéry (franchisé HPB) ;
- Galeries Lafayette à Clermont-Ferrand ;
- Galeries Lafayette à Dax (franchisé HPB) ;
- Galeries Lafayette à Dijon (franchisé Groupe SGM) ;
- Galeries Lafayette à Grenoble (franchisé Groupe SGM) ;
- Nouvelles Galeries à Langon (franchisé Galeries de Langon) ;
- Galeries Lafayette à La Roche-sur-Yon (franchisé HPB) ;
- Galeries Lafayette à La Rochelle (franchisé HPB) ;
- Galeries Lafayette à Libourne (franchisé HPB) ;
- Galeries Lafayette à Limoges (franchisé Groupe SGM) ;
- Galeries Lafayette à Lieusaint (Carré Sénart) ;
- Galeries Lafayette à Lorient (franchisé HPB) ;
- Galeries Lafayette à Lyon (La Part-Dieu) ;
- Galeries Lafayette au Mans (franchisé Groupe SGM) ;
- Galeries Lafayette à Marseille (Centre Bourse et Prado) ;
- Galeries Lafayette à Menton (franchisé Société de Distribution Mentonnaise) ;
- Galeries Lafayette à Metz ;
- Galeries Lafayette à Montpellier (Polygone) ;
- Galeries Lafayette à Montauban (franchisé HPB) ;
- Galeries Lafayette à Nantes ;
- Galeries Lafayette à Nice ;
- Galeries Lafayette à Niort (franchisé HPB) ;
- Galeries Lafayette à Orléans (franchisé Groupe SGM) ;
- Galeries Lafayette Haussmann à Paris (point de vente historique) ;
- Galeries Lafayette Beaugrenelle à Paris (depuis 2019) ;
- Galeries Lafayette Champs-Élysées à Paris (depuis 2019) ;
- Galeries Lafayette à Perpignan (franchisé Groupe Barès Claverie) ;
- Galeries Lafayette à Reims (franchisé Groupe SGM) ;
- Galeries Lafayette à Rennes (franchisé Société Nouvelle des Galeries G) ;
- Galeries Lafayette à Rosny-sous-Bois (Rosny 2) ;
- Galeries Lafayette à Rouen (franchisé HPB) ;
- Galeries Lafayette à Saint-Laurent-du-Var (Cap 3000) ;
- Galeries Lafayette à Saintes (franchisé HPB) ;
- Galeries Lafayette à Strasbourg ;
- Galeries Lafayette à Tarbes (franchisé HPB) ;
- Galeries Lafayette à Toulon (franchisé HPB) ;
- Galeries Lafayette à Toulouse ;
- Galeries Lafayette à Tours.

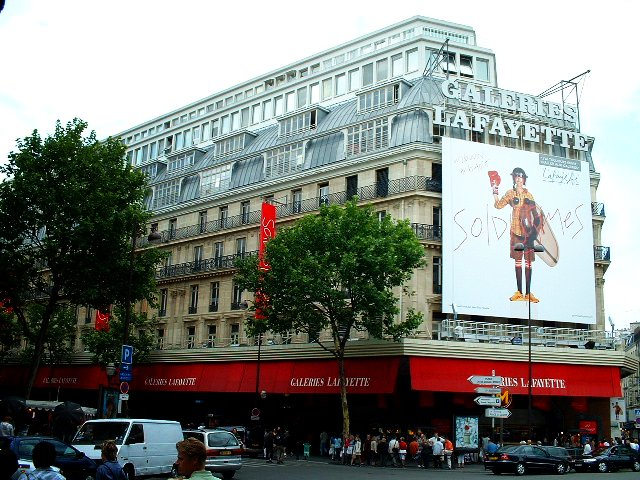
Galeries Lafayette Haussmann à Paris.
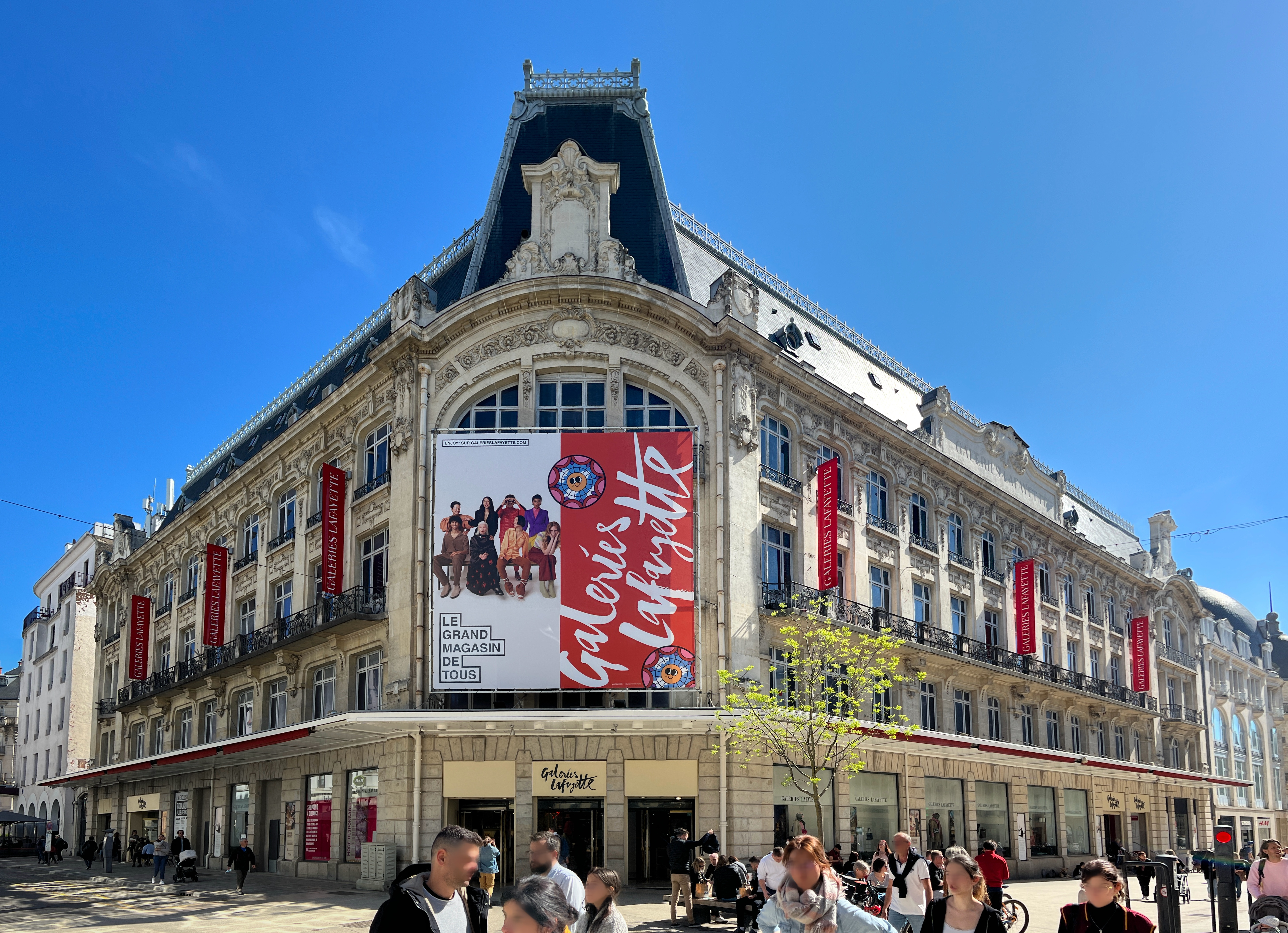
Galeries Lafayette de Dijon.
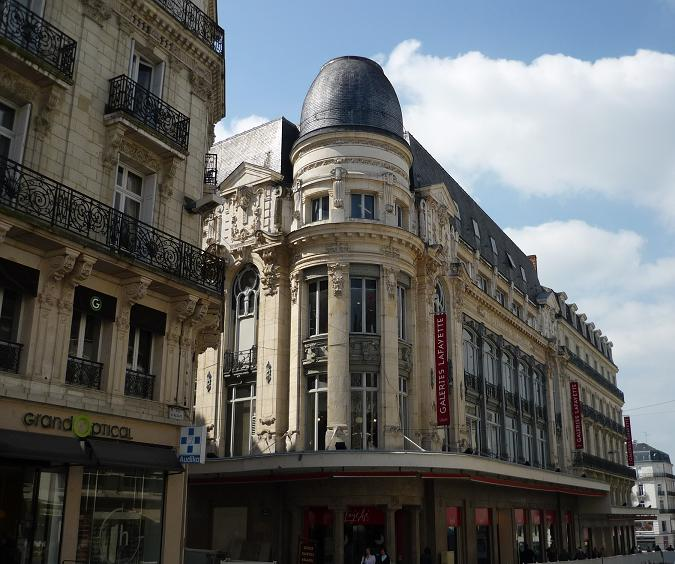
Galeries Lafayette d'Angers.
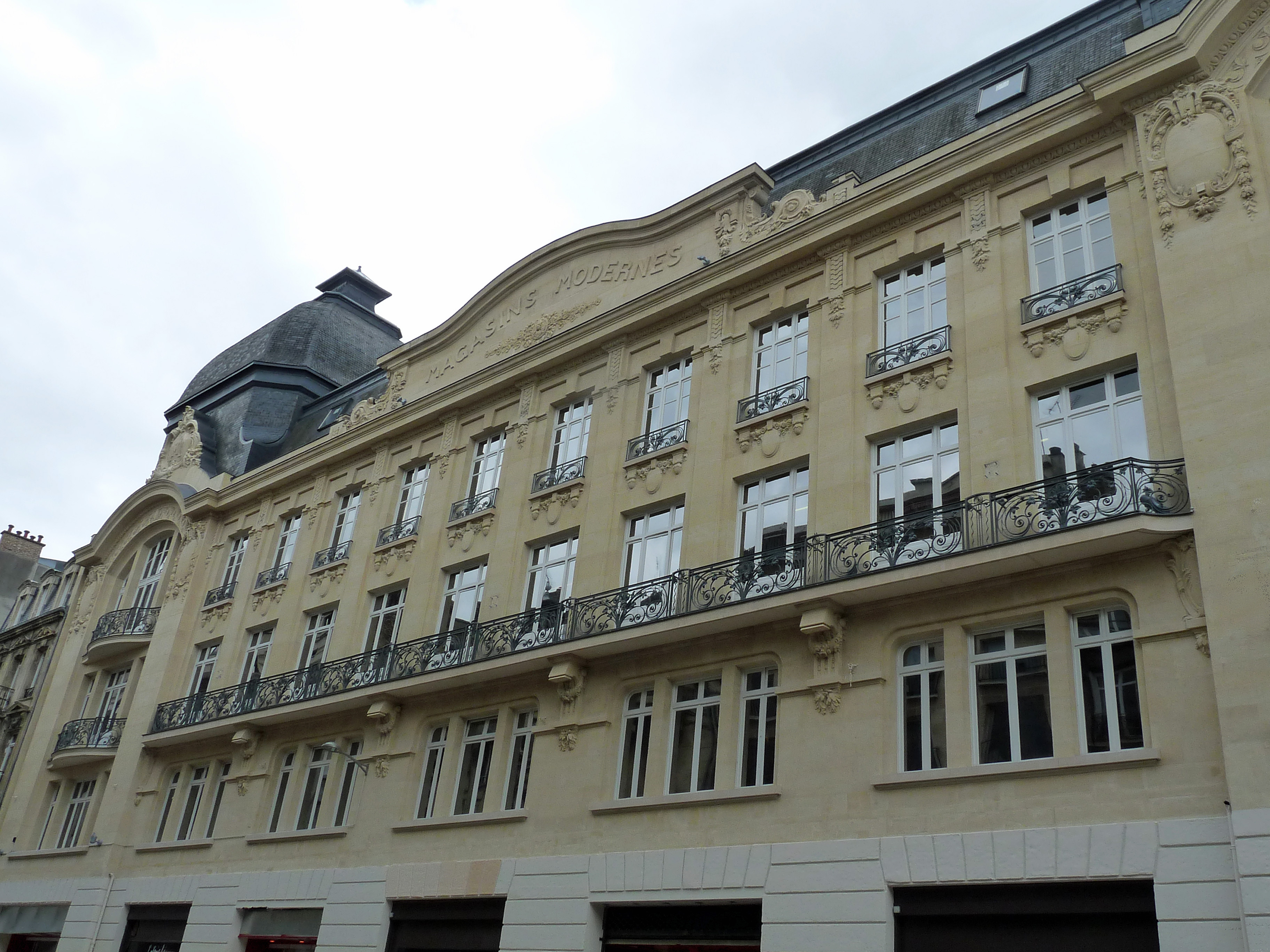
Galeries Lafayette de Reims.
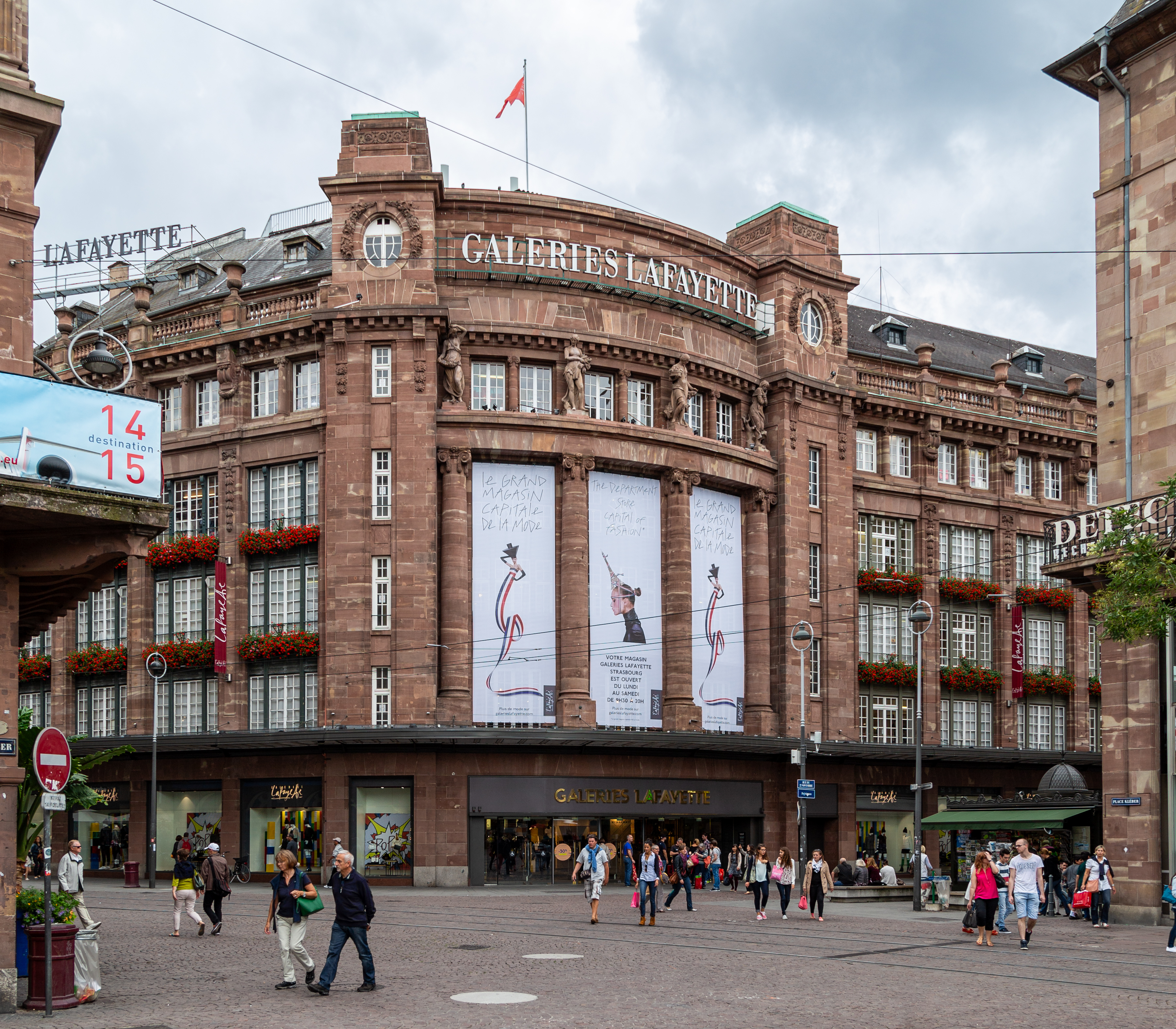
Galeries Lafayette de Strasbourg.
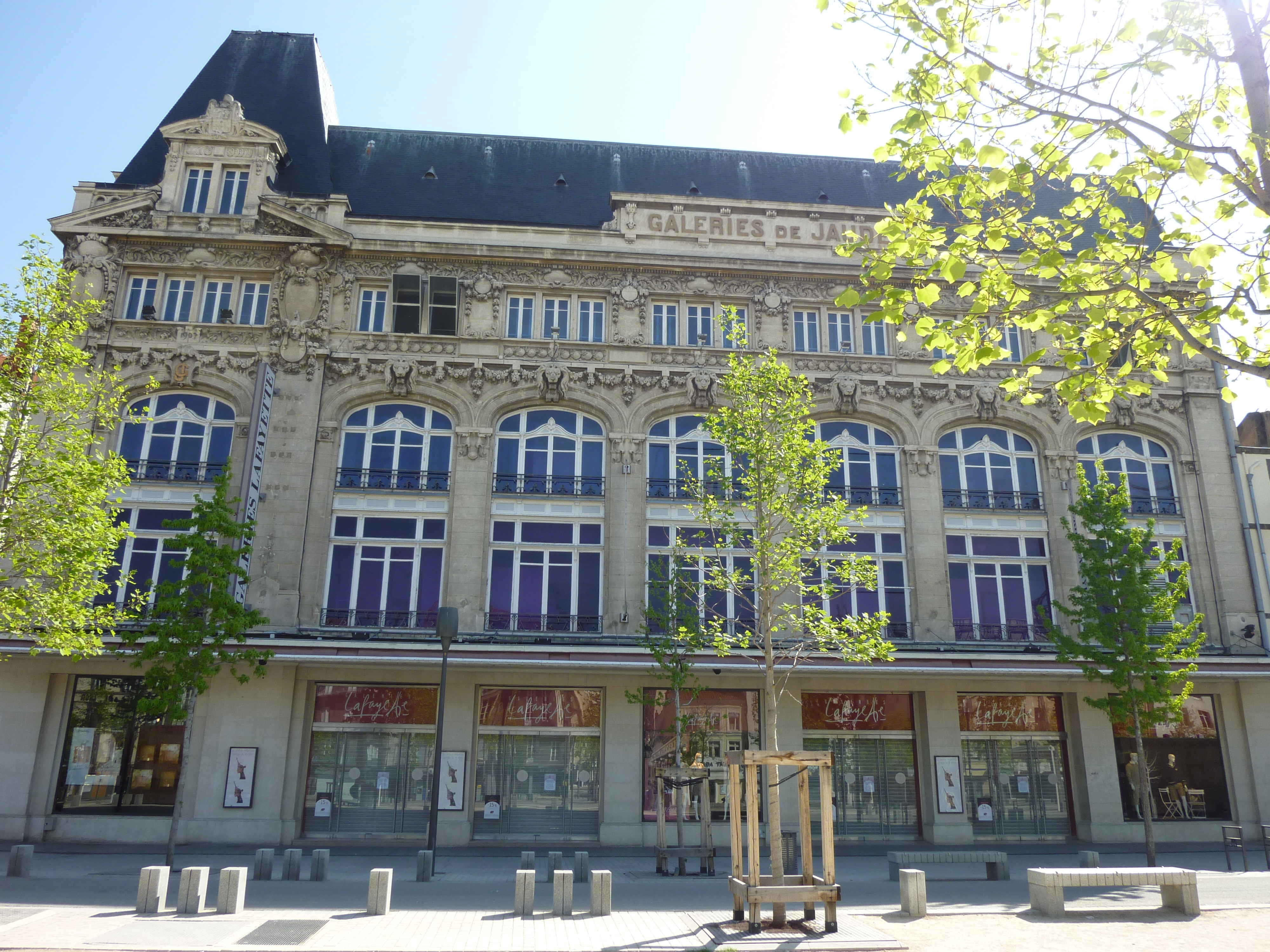
Galeries Lafayette de Clermont-Ferrand.

#### Anciens magasins
En 1919, les Galeries Lafayette s'installent à la place des Grands magasins des Cordeliers à Lyon. Le bâtiment, agrandi en 1925, est fermé quand les Galeries Lafayette sont transférées dans le nouveau centre commercial de La Part-Dieu, ouvert en 1975.
En 2004, le groupe Galeries Lafayette / Nouvelles Galeries a décidé de fermer les enseignes des six villes suivantes : Châteauroux (Indre), Nouvelles Galeries de Saint-Étienne (Loire), Épernay (Marne), Montargis (Loiret) et Thionville (Moselle). Plus tôt, il avait été décidé de fermer l'enseigne de Boulogne-sur-Mer (Pas-de-Calais).
Les Nouvelles Galeries de Mont-de-Marsan ont également fermé en 2008 et celles de Lille en décembre 2015.
En avril 2016, un incendie ravage les Galeries Lafayette de Pau, situées depuis 1910 place Georges-Clemenceau, au centre de la ville.
Ces dernières ont été relogées un peu plus loin, toujours au centre-ville, dans une surface réduite en attendant la reconstruction du bâtiment historique.
À Paris, les Galeries Lafayette Montparnasse situées au sein du centre commercial Montparnasse Rive Gauche, ouvertes en 1972 près de la Tour Montparnasse, ont également fermé en 2019 pour laisser place au nouveau magasin du récemment renové Centre commercial Beaugrenelle, toujours sur la rive gauche de la capitale.
En effet, les quartiers situés autour de la gare Montparnasse ainsi que la Tour Montparnasse et le centre commercial Montparnasse Rive Gauche sont en plein renouveau et devraient être entièrement restaurés d’ici 2024, notamment pour permettre une meilleure circulation des piétons et ainsi réduire le flux automobile afin de laisser place à davantage d’espaces verts.
Paris aura donc bénéficié en 2019 de deux nouveaux magasins que sont celui du Centre commercial Beaugrenelle et des Galeries Lafayette Champs-Élysées.

### Hors de France
- Galeries Lafayette à Londres, au Royaume-Uni, ouvert en 1920 et fermé en 1972. Cédés, les locaux de ce magasin sur Regent Street sont actuellement sous l'enseigne Hamleys.
- Galeries Lafayette à Berlin, en Allemagne : ouvert en 1996.
- Galeries Lafayette à Dubaï, aux Émirats arabes unis : ouvert en 2009.
- Galeries Lafayette à Jakarta, en Indonésie : ouvert en juin 2013.
- Galeries Lafayette à Casablanca — où une succursale a déjà existé des années 1920 au début des années 1970 — au Maroc : ouvert en 2011 et fermé en 2016[32].
- Galeries Lafayette à Pékin, en république populaire de Chine : ouvert le 28 septembre 2013, inauguré le 18 octobre.
- Galeries Lafayette à Istanbul, en Turquie, en mai 2017[33].
- Galeries Lafayette à Luxembourg, au grand-duché de Luxembourg : ouvert en novembre 2019[34].
- Galeries Lafayette à Shanghai, en république populaire de Chine : ouvert en octobre 2019[35].
- Galeries Lafayette à Doha, au Qatar en 2019[36],[37].
- Galeries Lafayette à Shenzhen, en république populaire de Chine[38] en 2023.
- Ouverture prévue des Galeries Lafayette à Koweït City, au Koweït.
- Ouverture prévue des Galeries Lafayette à Milan, en Italie.
- Ouverture prévue en 2024 de deux magasins en Inde, à Bombay et New Delhi, en partenariat avec le groupe indien Aditya Birla[39].

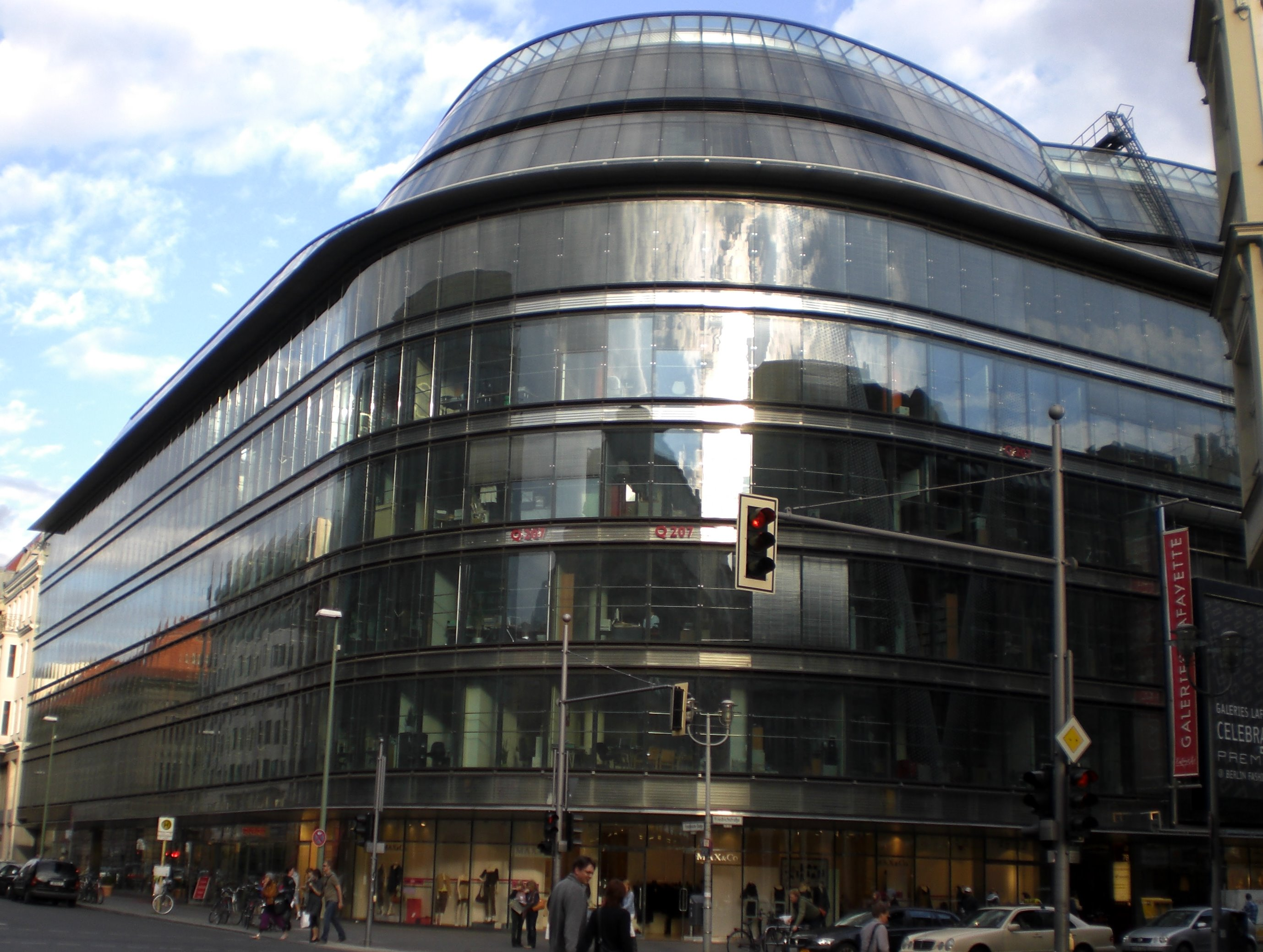
Galeries Lafayette de Berlin par Jean Nouvel.
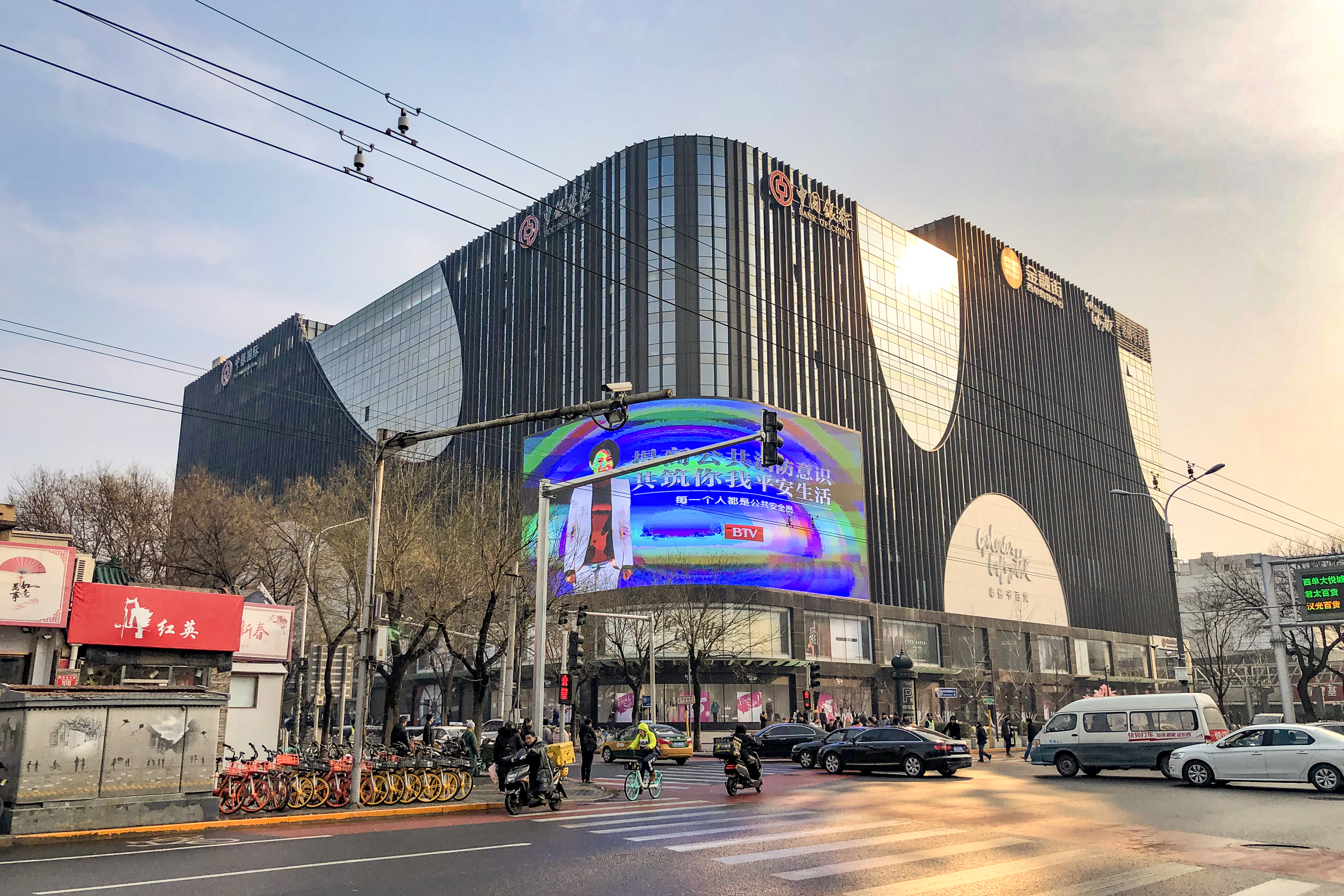
Galeries Lafayette de Pékin.